# バジェ太陽熱発電所
バジェ太陽熱発電所（スペイン語、Valle 1 y Valle 2）とは、スペイン・アンダルシア州カディス県のサン・ホセ・デル・バジェに設置されている太陽熱発電所である。

## 解説
バジェ太陽熱発電所には、定格出力約50 (MW)の太陽熱発電設備が2基設置されており、合計約100 (MW)の出力が可能である。
この2基は、東西に並んでおり、共に2009年5月1日に建設（整地）が始まり、2011年に完成して、そして2011年12月1日に運転を開始した
。
仕様も同じである。
この2基は、放物線状に曲げられた凹面鏡を使用して太陽光を反射して集めることによって、硝酸ナトリウム60％と硝酸カリウム40％の混合物を加熱し、溶融塩の形にしている。なお、加熱が行われる部分から出てくる溶融塩の温度は通常393℃である。
これを配管で熱交換器に導き、そこで水を沸騰させて蒸気にすることによって蒸気タービンを回転させて発電、すなわち、汽力発電を行っている。なお、通常の運転状態において溶融塩は293 ℃に戻される。既述の通り、熱源は太陽光であるため同じく汽力発電を行う場合のある火力発電とは違って二酸化炭素が発生せず、汽力発電を行っている原子力発電とは違って放射性廃棄物が発生することもない。この2基の発電設備により年間約9万tの二酸化炭素の排出が削減できていると見積もられている。

## 発電設備
2014年8月現在、バジェ太陽熱発電所には、以下の発電設備が存在している。
1号機（Valle 1）
運用中
位置 - 北緯36度39分40秒、西経5度50分0秒
敷地面積 - 2.3 km2
反射鏡が設置されている敷地面積 - 0.510120 km2 （51万120 m2）
反射鏡の面積 - 817 m2
蒸気タービンの定格出力 - 49.9 MW
出典 - 
2号機（Valle 2）
運用中
位置 - 北緯36度39分40秒、西経5度50分50秒
敷地面積 - 2.3 km2
反射鏡が設置されている敷地面積 - 0.510120 km2 （51万120 m2）
反射鏡の面積 - 817 m2
蒸気タービンの定格出力 - 49.9 MW
出典 - 